# Bratja Daskalovi
Bratja Daskalovi (in bulgaro Братя Даскалови?) è un comune bulgaro situato nella regione di Stara Zagora di 8 497 abitanti (dati 2009). La sede comunale è nella località omonima.

## Località
Il comune è formato dall'insieme delle seguenti località:
- Bratja Daskalovi (sede comunale)
- Černa Gora
- Dolno Novo Selo
- Goljam Dol
- Gorno Belevo
- Gorno Novo Selo
- Granit
- Kolju Marinovo
- Malăk Dol
- Malko Drjanovo
- Markovo
- Medovo
- Mirovo
- Najdenovo
- Opălčenec
- Orizovo
- Partizanin
- Plodovitovo
- Pravoslav
- Săedinenie
- Sărnevec
- Slavjanin
- Veren